# Chaerephon jobimena
Chaerephon jobimena е вид прилеп от семейство Булдогови прилепи (Molossidae). Видът не е застрашен от изчезване.

## Разпространение и местообитание
Разпространен е в Мадагаскар.
Обитава градски и гористи местности и пещери в райони с тропически климат.